# Округ Гордон (Џорџија)
Округ Гордон (енгл. Gordon County) је округ у америчкој савезној држави Џорџија.

## Демографија
По попису из 2010. године број становника је 55.186, што је 11.082 (25,1%) становника више него 2000. године.
| Група             | 2000.          | 2010.          |
| Белци             | 38.642 (87,6%) | 44.107 (79,9%) |
| Афроамериканци    | 1.527 (3,5%)   | 2.005 (3,6%)   |
| Азијати           | 234 (0,5%)     | 540 (1,0%)     |
| Хиспаноамериканци | 3.268 (7,4%)   | 7.738 (14,0%)  |
| Укупно            | 44.104         | 55.186         |